# Aeroporto Internacional Domodedovo
O Aeroporto Internacional Domodedovo (códigos DME e UUDD) é um aeroporto internacional situado 35 km a sul do centro de Moscou, Rússia. É um dos três principais aeroportos de Moscou, juntamente com o Aeroporto Internacional Sheremetyevo e o Aeroporto Internacional Vnukovo. Domodedovo é o maior aeroporto da Rússia em termos de tráfego de passageiros e de carga: 18,76 milhões de passageiros utilizaram o aeroporto em 2007 (22% de aumento em relação a 2006).

## História
Os serviços de Domodedovo começaram em Março de 1964 com um voo para Sverdlovsk (atual Ecaterimburgo), usando um Tupolev 104. O aeroporto, que se destinava a lidar com o crescimento do tráfego de longa distância nacional na URSS, foi aberto oficialmente em Maio de 1965. Uma segunda pista, paralela à já existente, entrou ao serviço 18 meses após a abertura do aeroporto. Em 26 de Dezembro de 1975, o aeroporto de Domodedovo foi escolhido para o voo inaugural do Tupolev Tu-144 para Alma Ata.
Desde 1996 que o Aeroporto Domodedovo tem sido explorado pelo Eastern Line Group durante 75 anos de arrendamento, embora as pistas continuem a ser controladas pelo Estado. O grupo investiu fortemente na reconstrução do aeroporto, organizou a alfândega para ser mais conveniente para o aeroporto e a manutenção e limpeza. Devido a vários problemas de Sheremetyevo, a British Airways, Qatar Airways, Swiss International Air Lines, Japan Airlines, e Austrian Airlines moveram os seus voos de lá para Domodedovo. Estas companhias foram seguidas pela Emirates Airlines, Brussels Airlines, Thai Airways International, Singapore Airlines, Qatar Airways e Lufthansa. Entretanto, a Aeroflot tinha já mudado algumas operações de carga para Domodedovo. Na Rússia é o primeiro aeroporto a ter pistas paralelas que operam simultaneamente. Dado que a torre de controle de tráfego aéreo teve ampliação em 2003, o aeroporto pode controlar mais de 70 descolagens e aterragens por hora.
O aeroporto tem agora cinco salas de partida, organizadas por companhias aéreas. A BA abriu suas Navigator Club Lounge, em 2003. Está totalmente equipado com wi-fi de acesso à Internet, concessões de comida e bebida, chuveiros, um bengaleiro e cadeiras de massagem . O aeroporto é também o centro de S7 Airlines, que é a maior companhia aérea no aeroporto inquilino.
Linha Leste do objectivo estratégico é o de estabilizar o aeroporto do futuro, e estabelecê-lo como um dos principais internacionais e multi-modal de transporte hub. Nos primeiros nove meses de 2004, o fluxo internacional de passageiros aumentou 52,8% comparado com o mesmo período em 2003. Doméstica volumes de passageiros e de carga também aumentou significativamente, tornando DME um dos principais aeroportos do mundo. O aeroporto beneficia enormemente da sua proximidade à capital russa, reforçada pelo seu transporte em rede. O aeroporto tem 136 km² de terrenos reservados à volta das suas imediações, permitindo que o potencial para desenvolver até sete novas pistas.

## Futura expansão

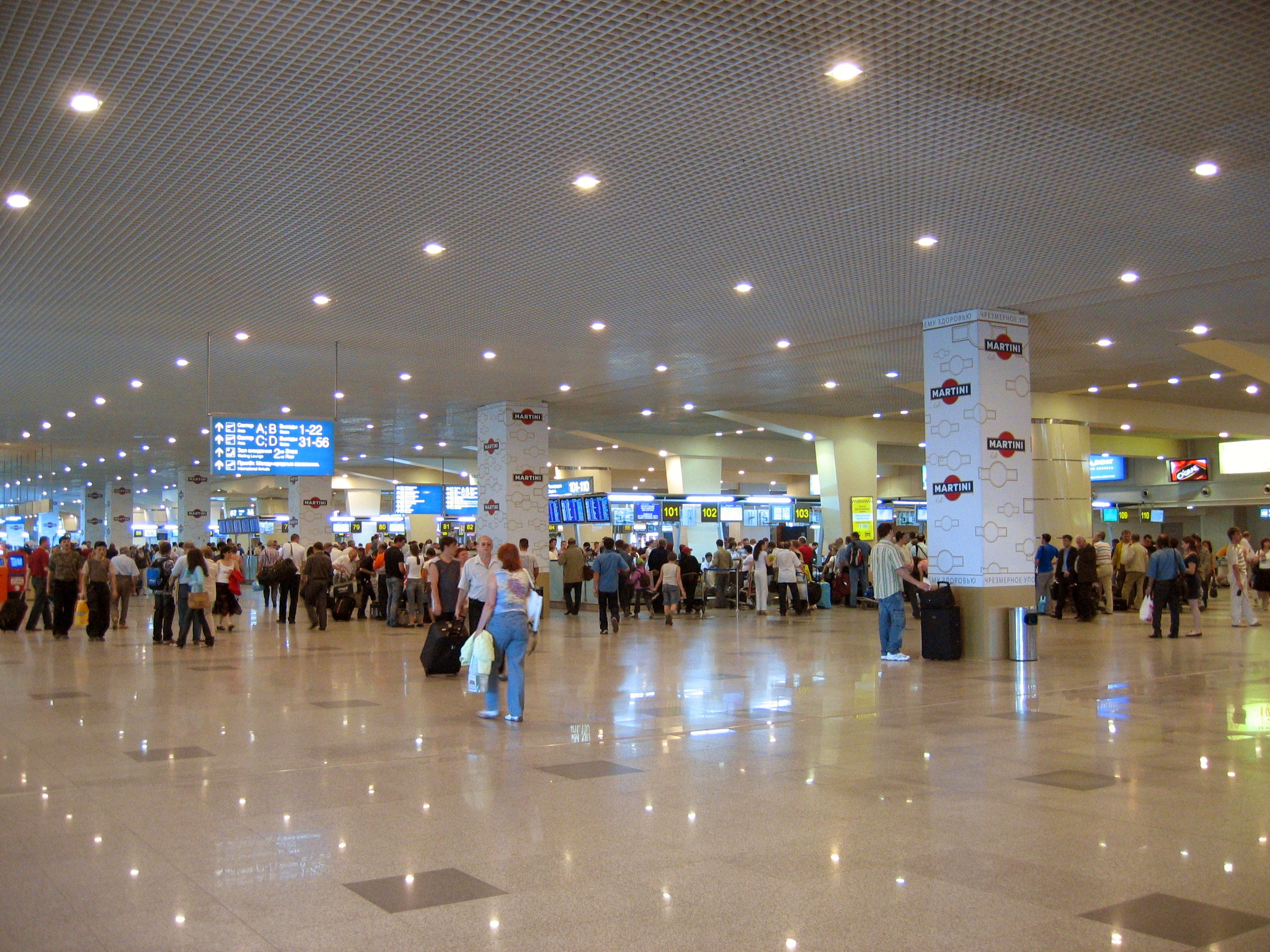

Está atualmente a duplicação de espaço do terminal para 225 000 m² e anunciaram-se investimentos de mais de 30 bilhões de dólares na construção e melhoramentos nos próximos dois anos. Com 97 600 m² do terminal de passageiros (T101) no aeroporto é definido como aumento do tamanho de 27 000 m²  na primeira fase de expansão, que será designado como T2 (este será um terminal dedicado internacional). Esta primeira expansão permitirá um espaço alargado para a área de check-in e portas de saída.
A primeira fase do T102 deverá ter sido concluída até o final de 2006 e permite uma capacidade adicional de 7 milhões de passageiros por ano. Este será, então, seguido por uma fase de expansão dois T2, que irá aumentar o tamanho total do terminal de passageiros para 225 000 m². Esta conclusão está prevista até 2001.
Em 2002 o novo terminal doméstico T103 será concluído, e aumentará a capacidade de 24-28 milhões de passageiros por ano, aproximadamente dobrando sua capacidade atual. Depois T4 é construído, a capacidade do aeroporto é estimado em cerca de 30 a 35 milhões de passageiros por ano. Todos os terminais permanecerá ligado. Elas serão construídas como extensões para o atual terminal, e aumentará a eficiência das operações aeroportuárias e de passageiros conexões usando UI ICAO e IATA transferência de tecnologias.

## Terminais
O terminal do aeroporto de Domodedovo tem um edifício com duas alas, dividindo os voos domésticos e voos internacionais.

## Transportes

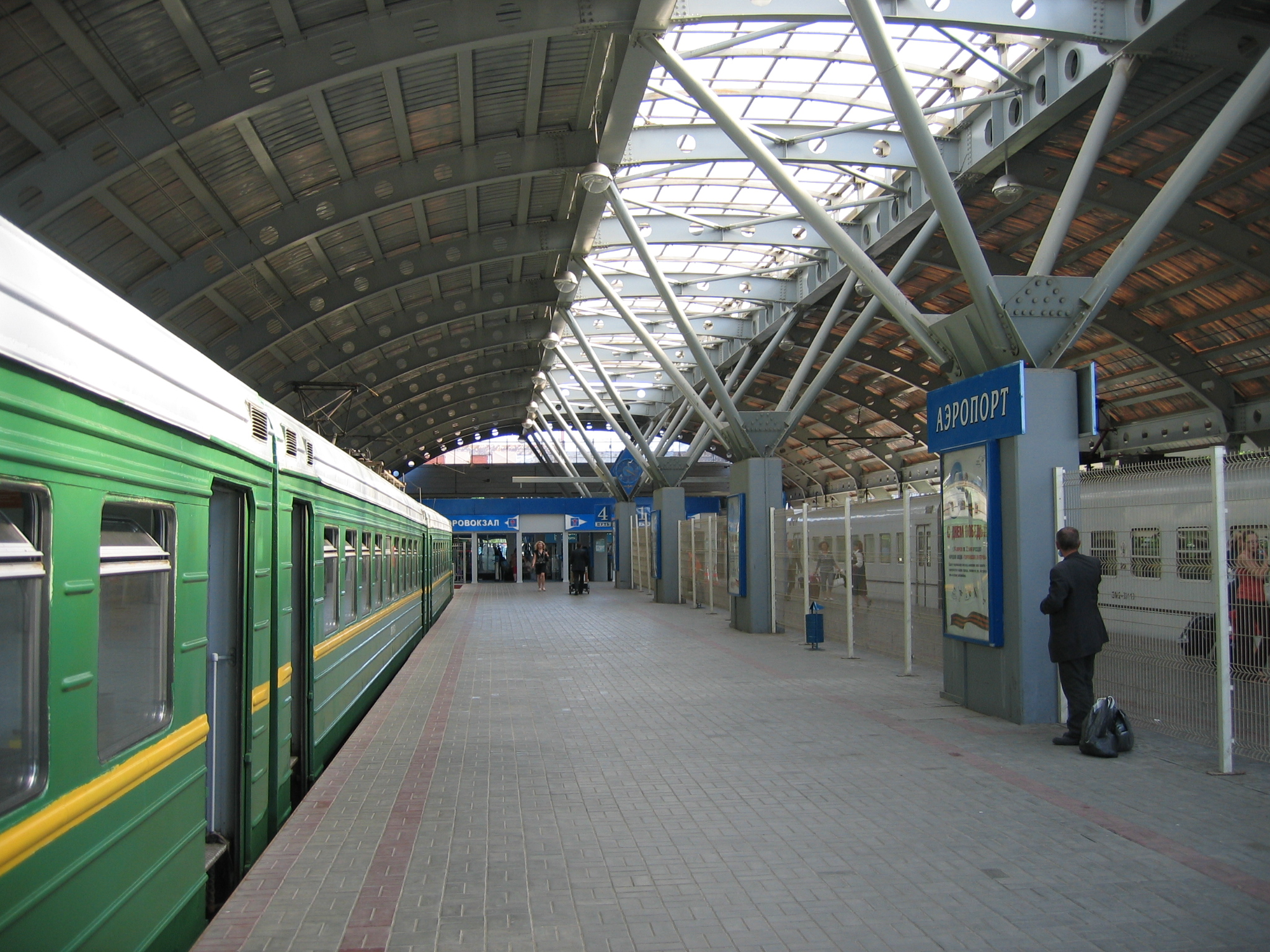
Estação de trem do aeroporto Domodedovo

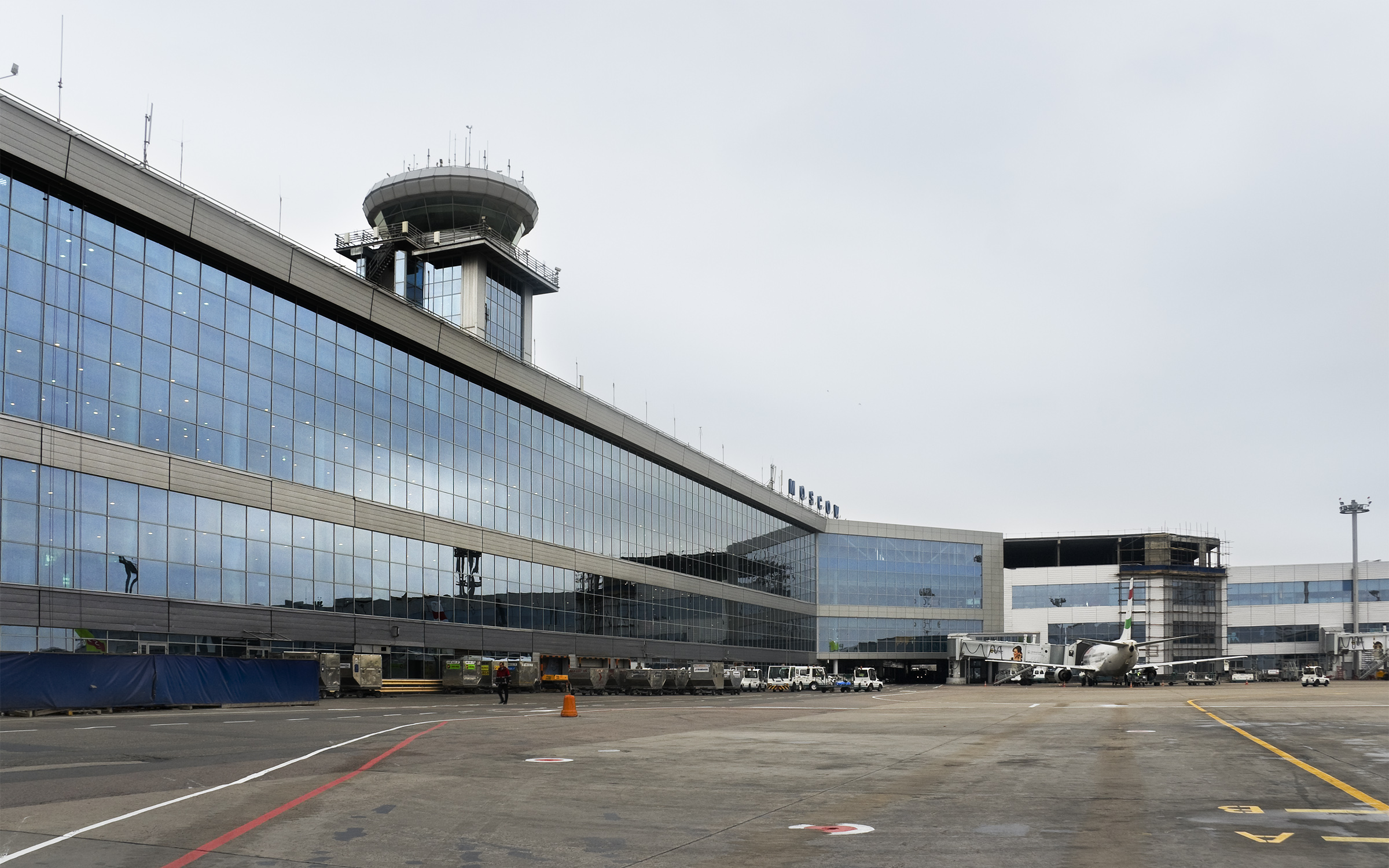
Terminal de passageiros do aeroportuário

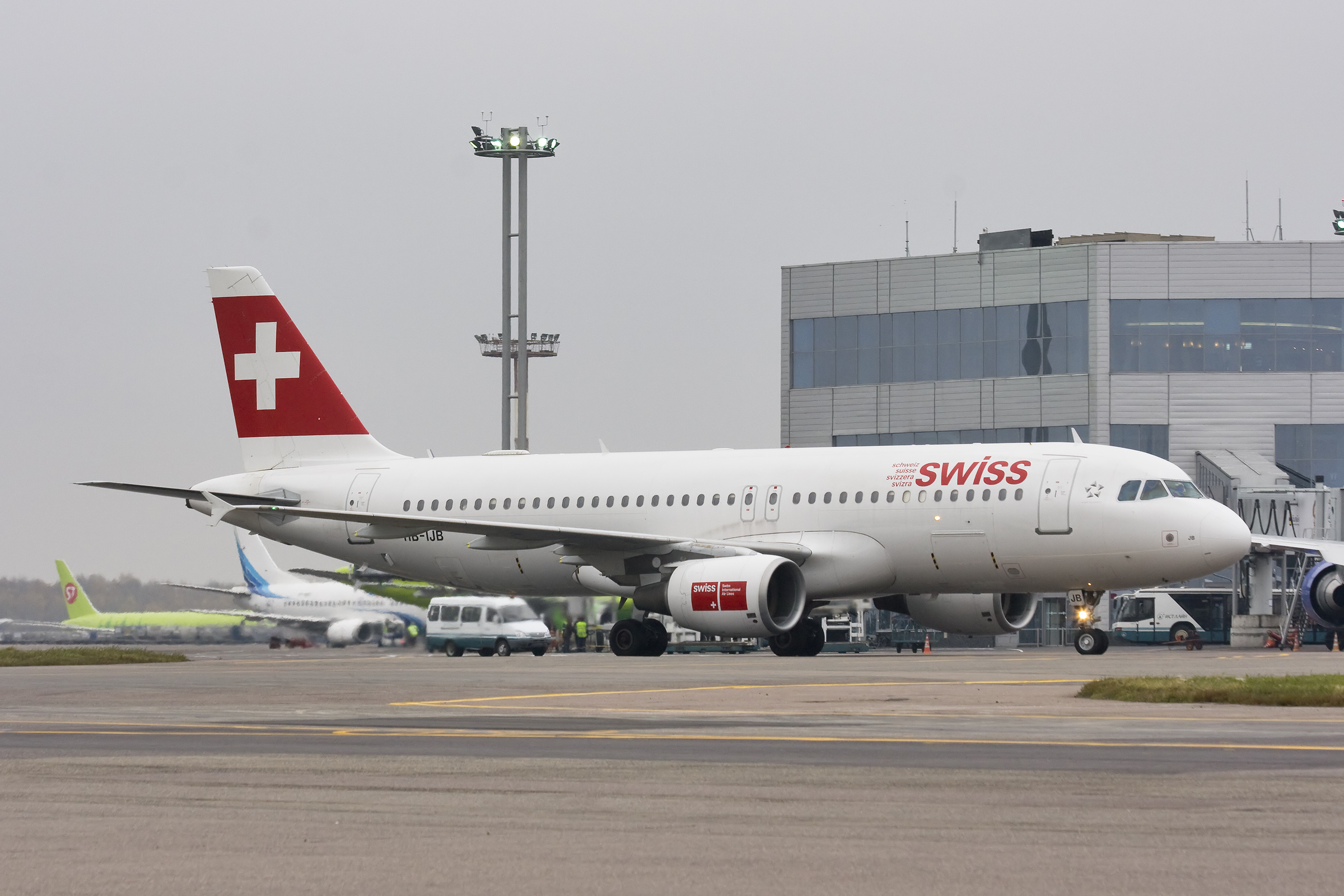
Swiss International Air Lines's Airbus A320

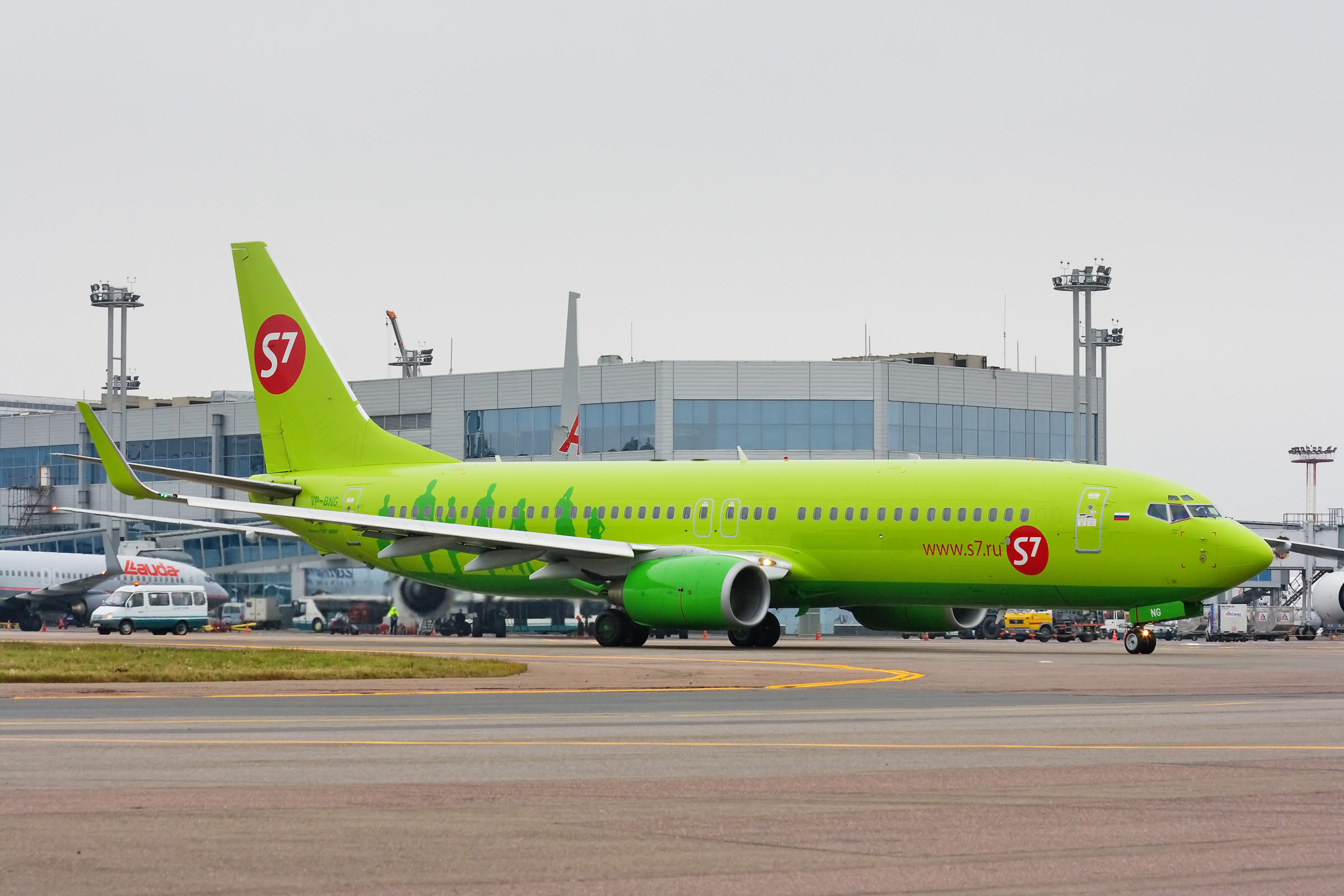
S7 Airlines's Boeing 737-800

Domodedovo está ligada à Paveletsky Terminal Ferroviário no centro de Moscovo pelo non-stop Aeroexpress comboios. Os comboios circulam a cada 30-60 minutos de 6-11 para o aeroporto, e 7-12 (meia-noite) para a cidade, a viagem dura 40 minutos e custa 200 Rublos (cerca de 4,5 Euros). As companhias aéreas' passageiros podem verificar, em si, bem como sua bagagem no terminal Paveletsky.

## Atentado de 2011
O aeroporto sofreu um ataque suicida em 24 de janeiro de 2011, que provocou 35 mortos e mais de 100 feridos. Crê-se ter sido provocado por extremistas do Cáucaso, provavelmente da Chechênia. A bomba explodiu nas esteiras de bagagem do terminal de chegadas internacionais às 11h40 (Horário de Brasília), e a fumaça, que rapidamente se espalhou, tornou mais árduo o trabalho dos bombeiros.